# Julia Tjizjenko
Julia Nikolajevna Tjizjenko (ryska: Юлия Николаевна Чиженко, Fomenko: Фоменко i första äktenskapet), född den 30 augusti 1979 i Archangelsk, är en rysk friidrottare som tävlar främst på 1 500 meter. 
Fomenkos genombrott kom vid VM 2005 i Helsingfors där hon ursprungligen slutade som tvåa men blev diskvalificerad för att ha stört Maryam Yusuf Jamal. Året efter vann hon guld vid inomhus VM 2006 i Moskva på 1 500 meter på tiden 4.04,70. Utomhus samma år deltog hon vid EM i Göteborg där hon slutade tvåa, efter landsmannen Tatiana Tomasjova på tiden 3.57,61. 
2008 deltog hon vid VM inomhus i Valencia där hon slutade tvåa på 1 500 meter efter landsmannen Jelena Soboleva. Inför de olympiska sommarspelen 2008 stängdes hon av för misstänkt doping. Detta bekräftades senare när det ryska friidrottsförbundet den 20 oktober valde att stänga av henne i två år för bloddoping.. 

## Personliga rekord
- 800 meter - 1.57,07
- 1 500 meter - 3.55,68